# Oxalis famatinae
Oxalis famatinae är en harsyreväxtart. Oxalis famatinae ingår i släktet oxalisar, och familjen harsyreväxter.

## Underarter
Arten delas in i följande underarter:
- O. f. famatinae
- O. f. sanjuaninae